# 地主神
地主神（在閩臺地區又稱地基主、地祇主、地居主）、地主公、厝宅公等，古代又稱中霤神，是住宅、房舍的守護靈，亦有驅邪、招財等作用，是一種民間信仰。地主神屬於神格較低的神祇，屬於「陰神」，一般只有簡單的神位，不同地區的祭拜方式和相關傳說有所不同。
地主神並不等同土地神、境主、城隍等同樣是管轄一個特定範圍的神祇，地主神較這些神祇的神格低，管轄範圍只限於一個房舍的範圍。與地主神近似的有龍神、前後地主財神等。

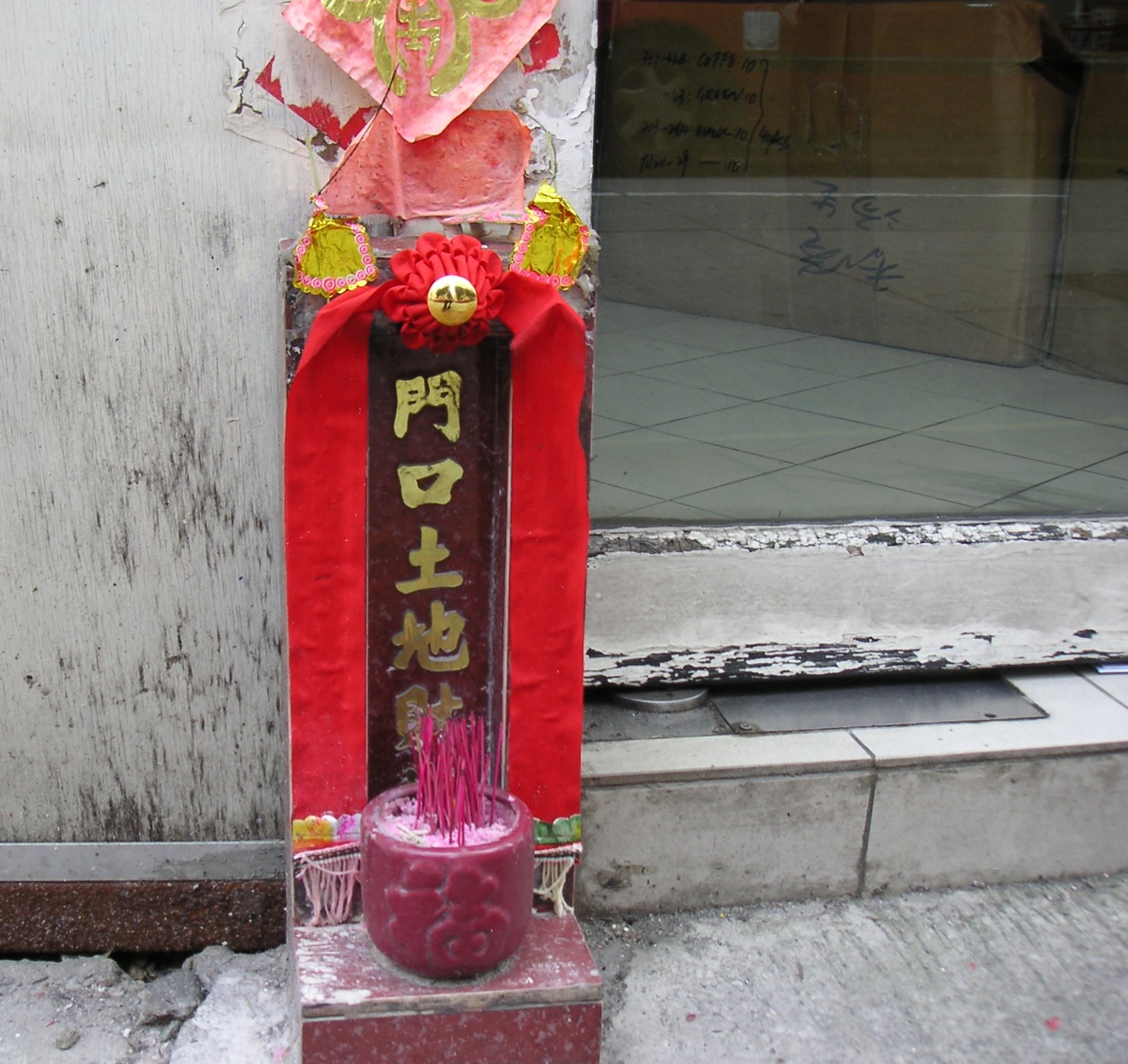
常見於廣東、香港、澳門住宅門外的「門口土地財神」

## 各地的地主神信仰

### 漢族地區
漢人拜的地主神牌位，傳統上置於屋內大廳，稱為五方五土龍神、前後地主財神在屋外周圍屬於房舍範圍的土地。粵港人和海外華人又設立獨立神龕或神壇供奉門外的門口土地財神 (有些會有屋形的神龕)。雖然屋內的「五方五土龍神」及「前後地主財神」同樣被籠統地稱為地主神，但實際的神格品位不同。

#### 台灣
在臺灣，地主神信仰十分盛行，稱為地基主信仰，源於福建，也受原住民的信仰影響。

### 日本本土
日本本土把漢人所稱為地主神的同類神祇為屋敷神，置於屋外的獨立神龕。而日本稱為「地主神」的是類似境主的神祇。

### 朝鮮半島
朝鮮半島把地主神稱為「地基（터）主神」（터주신），以稻草製成塔狀作為神像，置於屋外土地。

## 信仰起源相關說法
地主神信仰起源有多種說法，而不同文化之間接觸、交流也多少互相吸收不同的傳說。以下為常見的說法：

### 周禮中霤神
源自《周禮》所規定的小五祀中的中霤之神。

### 買地券信仰
古中國有買地券信仰，認為土地有陰間的所有權，凡是建造廟宇、墳墓甚至住宅，都需要向地主神購買，且立券為証。地權之神，即是「地主神」，如武夷王等。
而張堅固、李定度被視為是買地的見証之神。

### 亡靈說
此種說法認為在之前居住在此地，不幸過世而無人奉祀的孤魂，則成為地主神，保護此地。而住戶一般都會加以敬奉香火，以求住宅之安寧。民間流傳是原先住在這個房子的人，其祖先牌位遷走了，但是依附在牌位的鬼魂還沒有走，還停留在這個房子裏，卻無人祭祀。或者之前在這片土地上生活，卻無嗣而亡，無人祭祀，因而成為住宅的守護神﹝靈﹞，或有說是生前做了善事的人死後成為「多財鬼」，受人供奉為地主神，並不具有正式的神格，因此又被歸納為陰神。